# Nufarm
Nufarm (ASX：NUF)是全球最大的农业化工企业之一，总部设在澳大利亚云登市，北莱沃顿区。Nufarm公司在全球100多个国家有超过2100个注册产品。